# Мирза-Авакян, Мирра Леоновна
Мирра Леоновна Мирза-Авакян (3 июля 1916 — 13 октября 1993) — организатор «Брюсовских чтений».

## Биография

### Ранние годы
Мирра Мирза-Авакянц родилась 3 июля 1916 году в имении Хоцки в Полтавской губернии, принадлежавшее её бабушке Александре Петровне Дворянской. Мать Мирры — Наталия Юстовна Мирза-Авакянц (урожд. Дворянская; 1888—?) — историк, археограф, источниковед, профессор. Отец Мирры — Леон Григорьевич Мирза-Авакянц, (30.05.1884—?) — юрист, закончивший Киевский университет Св. Владимира в 1912 году (в 1916 году он расторг брак с Натальей Юстиновной и уехал со своей матерью, сестрой и братом в Армению).
До 1921 года Мирра жила, воспитывалась и получала домашнее образование в имении.
В Хоцках прошли первые 5 лет её детства…
В 1921 году имение Хоцки с усадьбой и садом национализировано. В этом же году семья вынуждена была переехать в город Золотоношу. Мирра в 6 лет пошла в 3 класс городской общеобразовательной школы.
В 1924 году Наталья Юстовна Дворянская (Мирза-Авакянц) перевозит Мирру из Золотоноши в Харьков. В Харькове же Мирра заканчивает среднюю школу, а в 1933 году поступает в Харьковский Государственный Университет на факультет языка и литературы.

### Начало карьеры
В 1934 году Мирра выходит замуж за студента-физика Харьковского Университета, комсомольского вожака Илью Любарского. Спустя год мужа Мирры арестовывают по обвинению в «недоносе» на своего близкого друга Льва Копелева.
В 1936 году Мирра переводится в Московский Государственный Педагогический Институт. В Москве Мирра предпринимает все, что может, добиваясь пересмотра дела своего мужа.
В 1938 году арестовывают мать Мирры по ложному доносу об участии в террористической организации Украинского Национального Движения. Так Мирра, в свои 22 года, одновременно становится женой «врага народа» и дочерью «врага народа»[нейтральность?]. Мирра устраивается в ночную смену на фабрику игрушек, чтобы иметь деньги на продуктовые посылки мужу в лагерь и матери в тюрьму. Вскоре посылки матери стали возвращаться обратно с формулировкой: «объект не числится». Только в 1959 году дело по обвинению Натальи Юстовны Дворянской (Мирза-Авакъянц) было пересмотрено и «прекращено за отсутствием состава преступления» Военной Коллегией Верховного Суда СССР. Реабилитирована посмертно.
В 1940 году, несмотря на жесточайшее давление обстоятельств Мирра с отличием заканчивает МГПИ и получает квалификацию преподавателя русского языка и литературы.
Перед самой войной, в 1941 году, Илью Любарского освобождают из заключения. Короткое время они живут в городе Коломна Московской области. Где Мирра работает в Коломенском Учительском Институте (1940—1941). С началом войны, ввиду близкого наступления немцев, всех жителей Коломны и работников Коломенского Машиностроительного Завода эвакуируют на север страны, в город Киров.
В годы войны Мирра преподавала литературу в Женской средней школе номер 10, затем в Кировском Областном Педагогическом Институте, ездила с лекциями в дальние северные деревни. Люся (так звали в семье Илью Моисеевича) продолжал работать на оборонном заводе, как и все в эти годы по 14 часов за смену.
К концу войны их семья с Ильей Любарским распадается, они решают разъехаться: Любарский в Харьков к родным; Мирра в Ленинград для обучения в аспирантуру.

### Аспирантура
В конце 1944 года Мирра Леоновна Мирза-Авакьянц поступает в аспирантуру при Государственном Пед. институте им. А. И. Герцена в Ленинграде и блестяще заканчивает её в 1947 году, защитив кандидатскую диссертацию по теме: «Блок как критик и публицист» (научный руководитель профессор В. А. Десницкий).
В начале 1947 года Мирра выходит замуж за полковника морской службы В. П. Щедренка.
В связи с направлением мужа на службу на Дальний Восток, Мирра Леоновна поступает во Владивостокский Гос. Пединститут старшим преподавателем на кафедру литературы.
В 1949 году у них рождается дочь Ляля.
В конце 1950 года Мирра Леоновна утверждена в учёном звании доцента кафедры литературы.
В 1951 году Мирра Леоновна увольняется из Владивостокского Пед. Института по семейным обстоятельствам (в связи с тяжелым состоянием здоровья дочери) и переезжает с семьей в город Ленинград.
С января 1952 года по август 1956 года работает доцентом, а затем деканом библиотечного факультета Ленинградской Высшей школы Профдвижения.

### Брюсовские Чтения
В 1956 году Мирру Леоновну находит её отец Леон Григорьевич Мирза-Авакъянц, живущий со своей второй семьей в Армении. К тому времени отношения с мужем совсем расстроились и Мирра расторгает брак с В. Щедренком и уезжает в Армению, где поступает преподавателем в Ереванский Педагогический Институт русского и иностранных языков. В этом институте Мирра Леоновна прошла путь от должности доцента до заведующей кафедрой русской литературы и проработала в этом качестве с 1964 по 1975 год. В этот период Мирра Леоновна активно занимается научной и исследовательской работой. Будучи ученым ленинградской литературоведческой школы, она и в Армении сохранила научные и дружеские связи со многими российскими литературоведами. Как талантливый организатор она привлекает к сотрудничеству с кафедрой Ереванского Пед. Института ученых с мировым именем, таких как Б. Н. Берков, К. Д. Муратова, Д. Е. Максимов, Д. А. Лихачев, В. В. Орлов, К. М. Азадовский и др., в рамках «Брюсовских Чтений», одним из создателей которых она была.
Результатом этих научных конференций, докладов, обмена мнениями являлись серьезные и систематические печатные издания.
1975 год- Мирра Леоновна защитила докторскую диссертацию по теме «Из истории поэзии русского модернизма 90-900-х годов (вопросы становления поэтических школ)» и ей была присуждена ученая степень доктора филологических наук.
Закончила Мирра Леоновна свою преподавательскую деятельность в Ереванском Педагогическом Институте русского и иностранных языков имени В. Я. Брюсова в должности профессора кафедры русской литературы в августе 1978 года.
В сентябре 1978 г. уезжает из Армении в Латвию, в Ригу, где в это время живёт её дочь с мужем. В течение двух лет с 1978—1980 гг. Мирра Леоновна преподавала русскую литературу на филологическом факультете Латвийского Государственного университета города Риги.
В 1980 году Мирза-Авакьянц Мирре Леоновне предложили должность профессора на кафедре советской литературы Ивановского Государственного Университета. Она приняла это предложение и проработала на этой кафедре вплоть до 1984 года.
За свою долголетнюю и безупречную трудовую деятельность Мирре Леоновне неоднократно выражали благодарность, она награждалась почетными грамотами. В 1984 г. она была удостоена Медали «Ветеран Труда» — за долголетний добросовестный труд.
Осенью 1984 года Мирра Леоновна переехала на постоянное жительство в Латвию в город Рига, окончательно объединившись с семьей дочери. В эти годы в Риге, Мирра Леоновна в своем кабинете пишет несколько книг воспоминаний, стремясь восстановить свидетельства эпохи, очевидцем которой она была. Одна из книг, автобиографическая повесть, которую Мирра Леоновна назвала «ХЛЕБ И КАМЕНЬ — история одной семьи» — нить памяти, это родословная, которая передается следующему поколению:

…Я не писатель, а лишь живой свидетель времени. Наверное, писатель лучше меня осветил бы мой жизненный опыт и образы людей, воспитавших меня. Но я, а не он, была свидетелем многих событий, на моем пути, а не его, встретились эти замечательные люди. И я чувствую потребность, даже долг, рассказать о том, пока я не ушла из жизни и моя память сохраняет их живые голоса. С надеждой, что мне удастся воскресить прошлое и рассказать о моей матери, передавшей мне свой символ веры, я и приступаю к этим запискам…

Эти книги воспоминаний, которые все ещё ждут своего издания, Мирра Леоновна писала до конца своих дней.
13 октября 1993 года, в Риге Мирра Леоновна ушла из жизни, оставив после себя добрую память, научные труды и многих благодарных учеников.